# سياسة نفطية

نظرية قمة هوبرت للبترول التي وضعها عام 1956 ويؤيدها الإنتاج الأمريكي ولإنتاج النرويجي للنفط.

تلعب سياسة النفط دورا رئيسيا في الاقتصاد العالمي. فعلي النفط يقع عاتق إنتاج الطاقة سواء الطاقة الكهربائية أو مستخلصات النفط كالبنزين والديزل التي تسيّر المواصلات والسيارات وتمد الصناعة بالوقود وإنتاج الطاقة الكهربائية. وقد لوحظ أثر البترول في الاقتصاد العالمي, عام 1973 حرب أكتوبر, حيث عانت معظم الدول الصناعية من شح في واردات النفط واضطرابات في اقتصادها. تفاقمت الأزمة إلى أن بعض الدول المتقدمة صناعيا لجأت إلى سياسة منع سير السيارات الخاصة أيام عطلة نهاية الأسبوع[بحاجة لمصدر] من أجل توفير جزء من منتجات النفط هي في أمس الحاجة إليه.
- في عام 2011 وصل استهلاك الولايات المتحدة الأمريكية من النفط 21 مليون برميل يوميا(عن مجلة TIME الأمريكية، عدد يونيو 2011). وطبقا لمنحنى الإنتاج الأمريكي حتى عام 2005، فقد تعدى قمته المطلقة عام 1975 حيث وصل 5و9 مليون برميل يوميا، ويهبط منذ ذلك التاريخ تدريجيا حتى وصل إلى نحو 5 ملايين برميل يوميا عام 2005. نستطيع اليوم القول بأن أمريكا تعتمد على استيراد البترول بنسبة 75% لتكفية حاجتها البالغة 21 مليون برميل يوميا (قارن إنتاج الولايات المتحدة في نظرية قمة هوبرت).

## تقسيم الدول
وتختلف سياسات الدول بالنسبة إلى تعاملها مع النفط، ويمكن تقسيم الدول في هذا الإطار إلى جزئين رئيسيين:

### الدول المصدرة للبترول

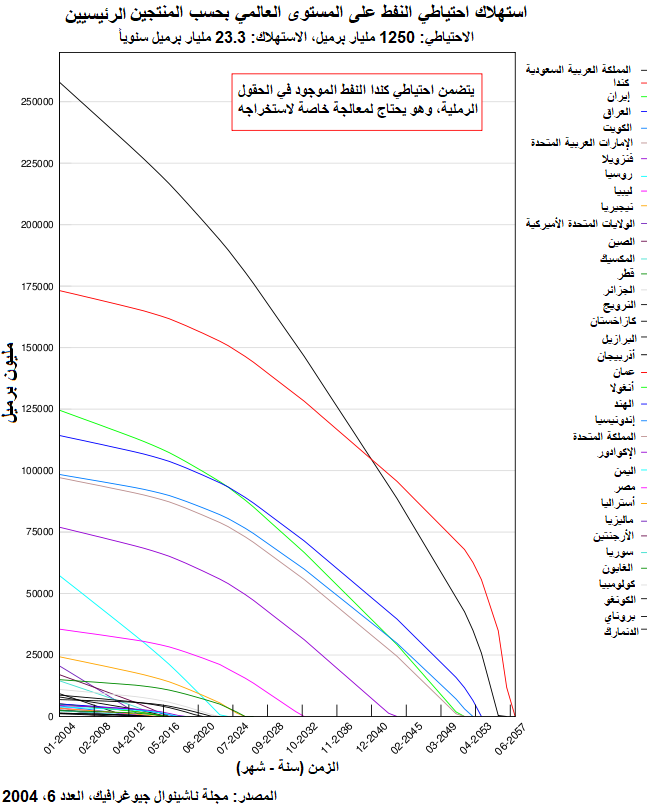
معدل انخفاض إحطياطي البترول في البلاد المختلفة ابتداء من عام 2004 على اساس انتاج عالم 80 مليون برميل يوميا. المنحنيات الملونة تتبع ترتيب الدول، وتأتي الولايات المتحدة الأمريكية في المركز 11 (من أعلى إلى أسفل) بالنسبة إلى انتاجها من النفط.

وهذه تحاول أن تستفيد من عائد بيع البترول إلى عالم شديد العطش إليه، ويقع على عاتق تلك الدول مسؤولية مدالأسواق بالنفط بحيث تستمر عجلات الإنتاج في الدول الصناعية المحتاجة له في الدوران والإنتاج. وفي مقدور تلك الدول الصناعية الغنية دفع أثمان عالية للذهب الأسود، فصادراتهم من المصنوعات على مختلف أنواعها ليست هي الأخرى رخيصة ن وتحقق منها مكاسب بالغة بالمقارنة بأسعار المحاصيل الزراعية. وفي وسعهم كمصدرين تحديد سعر منتجاتهم بحيث يعود عليهم بالربح الجزيل. كذلك يفكر المسؤولون في الدول المنتجة والمصدرة للبترول في البلاد الفقيرة في آسيا وأفريقيا وغيرها والتي لا تستطيع دفع أثمان باهظة لاستيراد النفط ومنتجاته التي تحتاجها. فإذا رفعت البلاد المصدرة للبترول الأسعار كثيرا عانت الدول الفقيرة وعانت شعوبها من هذا الغلاء ولتعطلت مشاريعها وتقدمها. وتحاول الدول المصدرة للبترول إيجاد توازن في السعر بحيث لا تعاني شعوب البلاد الفقيرة من غلاء الأسعار. ويعلم المسؤولون القيمة الحقيقية للنفط كمصدر للمواد الكيميائية العضوية والتي تنتج العديد من المواد الضرورية والثمينة مثل الأسمدة ومضادات الحشرات، وصناعة البلاستيك والأقمشة والحرير الصناعية والجلود الصناعية وكذلك صناعةالدواء. فهو بحق ذهب أسود. كما أن بلدا كبيرا مثل روسيا أصبح أحد المصدرين للبترول والغاز، ويستخدم تلك القوة الإضافية لتعزيز مكانته بين الدول الكبرى ولا يتورع عن استخدام الضغوط أحيانا على مستوردي بتروله وإنتاجه من الغاز لتعزيز مواقفه السياسية والاستراتيجية على المستوى العالمي، وكذلك العمل على تطويع جيرانه مثل جورجيا وأوكرانيا وروسيا البيضاء وبولندا.

### الدول المستوردة للبترول
في عام 2011 وصل استهلاك الولايات المتحدة الأمريكية من النفط 21 مليون برميل يوميا(عن مجلة TIME الأمريكية، عدد يونيو 2011) وهو ربع إنتاج العالم، تنتج منها 4 - 5 مليون برميل يوميا. وهي تعتمد على استيراد النفط بنسبة 75% لتكفية حاجتها من الاستهلاك (أقرأ إنتاج الولايات المتحدة في نظرية قمة هوبرت).
وقد غيرت الدول المستوردة للبترول سياستها تجاه الطاقة تغييرا جذريا بعد أزمة 1973 البترولية وما عانته كل بلد منهم بدرجات مختلفة. فالولايات المتحدة الأمريكية آنذاك لم تتأثر كثيرا من تلك الأزمة فكانت تعتمد على ماتنتجه على أرضها من البترول (نحو 9 ملايين برميل 9 يوميا وتستورد القليل منه). أما اليابان والدول الأوروبية التي لا تحظى إلا بقدر بسيط من آبار النفط في أراضيها فقد تأثر اقتصادها في ذلك الوقت تأثرا سلبيا كبيرا. فقررت الحكومات الأوروبية في ذلك الوقت تنويع مصادر الطاقة (نوعيتعها) وتنويع مصادر شراء البترول والغاز بحيث تتخلص من حالة الاعتماد المميت على بترول الشرق الأوسط. ولفك ذلك الاعتماد وضعوا قرارات أولا بالاعتماد الكبير على الطاقة الكهربية المنتجة من المفاعلات النووية. ورغم معارضة شديدة من شعوبها بدأت واستمرت في يناء المفاعلات النووية التي تنتج الطاقة الكهربية. وخلال السنوات بين 1975 - 1985 قامت فرنسا ببناء نحو 50 مفاعل نووي، ثم رفعت هذا العدد إلى نحو 75 مفاعلا تعمل الآن بكامل قدرتها. وتمد هذه المفاعلات فرنسا اليوم بنحو 70 % من الطاقة الكهربائية. بنفس هذه الطريقة تصرفت على سبيل المثال اليابان وألمانيا وبلجيكا وسويسرا وكوريا الجنوبية وغيرهم، وتنتج اليوم بلجيكا أيضا نحو 70 % من الطاقة الكهربائية بواسطة المفاعلات النووية. كذلك سارت اليابان على هذا الطريق وانجزت بناء 52 من المفاعلات الذرية لإنتاج الكهرباء، بل قامت أيضا بإنشاء مفاعلات نووية تعمل على تدوير اليورانيوم المستهلك في المفاعلات النووية وإعادة استغلالها في إنتاج الطاقة بما يسمى قضبان اليورانيوم-الموكس (MOX)، مثلها في ذلك كثل فرنسا التي تبني تلك الأنواع من المفاعلات. أما ألمانيا فلم تستطع تنفيذ مرنامجها الطموح الذي وضعته عام 1975 لبناء 45 مفاعل نووي لإنتاج الكهرباء بسبب المعارضة الشعبية القوية التي أدت إلى ظهور حزب الخضر. واستطاعت تنفيذ 21 مفاعل نووي فقط تعمل منها اليوم 18 مفاعل وأغلقت ثلاثة (حتى 2009). وإنتاج ألمانيا اليوم من الطاقة النووية يعادل نحو 25 % من إنتاج الطاقة الكهربائية فيها.

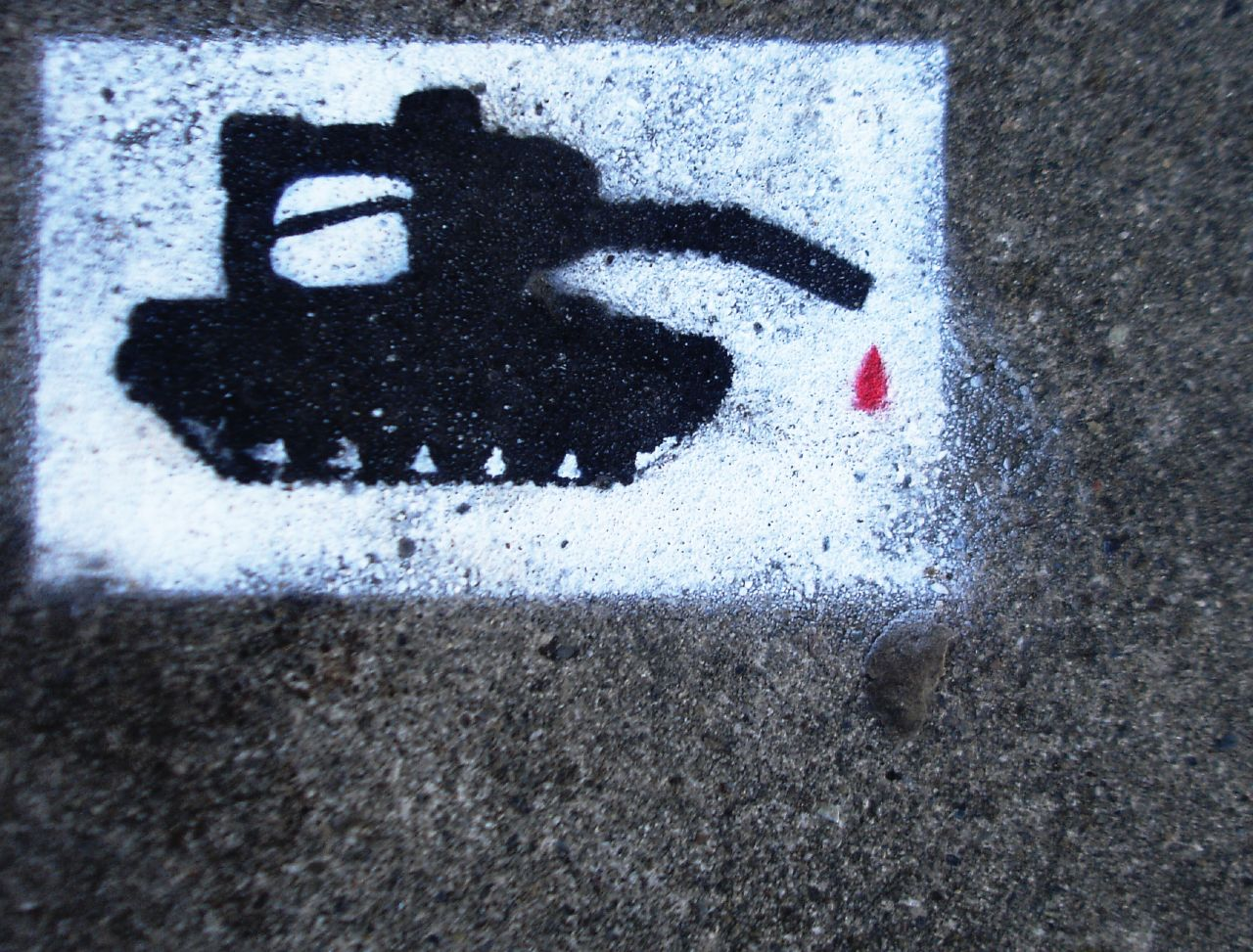
صورة ترمز إلى الدور الذي يلعبه النفط في نشأة الحروب

## أهميته
كان ذلك القرار الأول الذي اتخذته دول الصناعية المستوردة للبترول بعد أزمة 1973، والقرار الثاني الذي اتخذته الدول الأوروبية واليابان بشأن سياسة مواجهة الأزمات البترولية المحتملة القادمة هو تنويع مصادر استيراد الطاقة مثل الاعتماد بنسبة تتراوح بين 20 % و30 % على الفحم المنتج في الداخل رغم ارتفاع ثمن استخراجه أو استيراده بالعملة الصعبة. والقرار الثالث الهام في هذا الشأن تنويع مصادر استيراد البترول والغاز، هو الاستيراد من دول بحر الشمال من اسكتلندا والنرويج ومن بلاد أمريكا الجنوبية ودول جنوب شرق آسيا وعن مضض الاستيراد من روسيا.
والبترول هو أحد المصادر الهامة في ميزانية الدول الأوروبية، فهي ترفع ضرائب عالية على منتجات البترول داخل البلد. ففي اليابان تأخذ الحكومة نحو 54 ين على كل لتر بنزين يباع بسعر 152 ين (عام 2009). وفي ألمانيا يبلغ سعر لتر البنزين اليوم نحو 40و1 يورو، تأخذ منها الحكومة 74و0 يورو ضريبة بمقتضى قانون الطاقة وقانون المحافظة على البيئة، وهي نسبة 50 % من سعر النزين والديزل. كذلك تفعل فرنسا وإنجلترا ولكن بنسب مختلفة. وهذه النسبة في ألمانيا ثابتة بصرف النظر عن السعر العالمي للبترول، فمهما ارتفع سعر البنزين في الأسواق العالمية تأخذ الحكومة منها 50 % ولا تتنازل عن قدر يريح المستهلك. وقد حصّلت الحكومة الألمانية نحو 42 مليار يورو من تلك الضرائب على البنزين والديزل عام 2008. ومن حصيلة تلك الضرائب تصرف الحكومة جزءا بسيطا - نحو 3 مليارات يورو - لتعبيد الطرق السريعة وصيانة الشوارع ولكن تصرف معظمها على أغراض مدنية أخرى مثل إنشاء المدارس وبناء المستشفيات ومصروفات أخرى في إطار التضامن الاجتماعي. ذلك لأن الدول الأوروبية واليابان تعلم أن قيمة النفط الحقيقية تفوق كونه مادةللاشعال وإنتاج الطاقة فقط.
- تقدر مكاسب شركة إكسون موبيل Exxon Mobile في عام 2007 بما يزيد عن 40 مليار دولار. نشر ذلك في المجلة الألمانية ADAC Motorwelt، عدد أغسطس 2009.

## احتياط
علاوة على ذلك تحتفظ الدول الصناعية برصيد من البترول تخزنه لديها تحت الأرض في مناجم قديمة عفى عليها الدهر، تستغلها في تخزين رصيد من النفط يكفيها لمدة 3 أشهر في حالة أن ينقطع إمداد النفط عنها.

## اقرأ أيضا
- نظرية قمة هوبرت
- الوكالة الدولية للطاقة
- نفط
- نفط رملي
- الغاز النفطي المسال